# Transcendentalismo
Transcendentalismo é um movimento filosófico e poético desenvolvido na América do Norte nas primeiras décadas do século XIX . Parte da afirmação do transcendental kantiano   como única realidade, ao mesmo tempo que  expressa uma reação ao racionalismo e uma exaltação ao indivíduo nas relações  com a natureza e a sociedade.
Na literatura, religião, cultura e filosofia, prega a existência de um estado espiritual ideal que "transcende" o físico e o empírico, defendendo a percepção por meio de uma sábia consciência intuitiva. Em outras palavras, o Transcendentalismo defende que há uma correspondência entre uma esfera superior de verdade espiritual e uma esfera inferior de objetos materiais. O conceito surgiu na Nova Inglaterra, na metade do século XIX, sendo às vezes chamado de "transcendentalismo estadunidense" para distingui-lo de outros usos da palavra. Começou como um protesto contra o estado em que a cultura e a sociedade se encontravam na época -  em particular, ao  intelectualismo de Harvard e à doutrina da Igreja Unitária ensinada na Harvard Divinity School.
Transcendentalistas conhecidos incluem Ralph Waldo Emerson, Henry David Thoreau, Margaret Fuller, assim como Amos Bronson Alcott, Orestes Brownson, William Ellery Channing, Frederick Henry Hedge e Theodore Parker .

## História
A publicação do artigo Nature, de Ralph Emerson torna-se o divisor de águas do momento em que o Transcendentalismo se torna um grande movimento cultural. Emerson escreveu: "Nós andaremos com nossas próprias pernas; trabalharemos com nossas próprias mãos; falaremos com nossas próprias mentes... Uma nação de homens finalmente existirá, porque cada um de nós inspira a Alma Divina." Emerson terminou o artigo chamando a todos para uma revolução do pensamento humano a surgir de uma nova filosofia idealista:
Então, vamos todos olhar para o mundo com nossos próprios olhos. Será a resposta para a infinita pergunta de nosso intelecto — O que é a verdade? O que é bom? —. Construí vosso próprio mundo. Vossa mente adotará enormes proporções quando se desabrochar. Uma revolução nas coisas irá determinar o fluxo dos espíritos.
No mesmo ano, o transcendentalismo tornou-se um movimento coerente com a fundação do Transcendental Club em Cambridge, Massachusetts, em 8 de setembro de 1836, por  Ralph Waldo Emerson, e Frederick Henry Hedge e outros.
Os objetivos práticos dos transcendentalistas eram variados. Alguns do grupo ligavam o movimento com uma mudança social utópica (e, como Orestes Browson disse, estava também ligado ao socialismo), enquanto outros o viam como um projeto individual e idealista. Emerson era partidário da segunda visão. Em sua leitura de The Transcendentalist, em 1842, Emerson sugeriu que o objetivo de uma visão de vida puramente transcendental era impossível de se obter na prática:
Podeis ver neste escrito que não existe algo como um 'grupo' transcendental; não existe um puro transcendentalista; não temos nada a não ser profetas e arautos desta filosofia; sabemos que todos os que se inclinaram para o lado espiritual da doutrina não foram muito longe em sua busca. Tivemos muitos soldados, mas nenhum vitorioso. Saber disso, porém, é o melhor caminho para quebrar essa regra.
Nathaniel Hawthorne escreveu um romance, The Blithedale Romance, satirizando o movimento, baseado em sua experiência em Brook Farm, uma sociedade utópica baseada nos princípios transcendentalistas.

## Traços do pensamento transcendentalista
Definidos em "The Transcendentalist", de Ralph Waldo Emerson:
1. Respeito pelas intuições
2. Abstenção de trabalho e competição
3. Busca de um estilo de vida solitário e crítico
4. Consciência da desproporção entre as habilidades de um homem e o trabalho causado por elas
5. Evitar influências
6. Evitar a sociedade em geral
7. Apreciação pela natureza, pelo seu simbolismo
8. Vida em ambientes rurais
9. Trabalhar e divertir-se em solidão
10. Ter paixão pelo extraordinário
11. Não é boa para cidadãos ou membros da sociedade
12. Felicidade, afeição, suscetível a ser amado
13. Exigência com a natureza
14. Desapontamento com a humanidade
15. Sociável
16. Unir beleza e poder
17. Idealismo
18. Admitir as limitações dos sentidos
19. Respeitar o governo só se este defende as leis de suas mentes
20. A realidade se origina de um "centro desconhecido" dentro de cada um de nós
21. Rejeitar doutrinas espirituais
22. Não se engajar em atividades públicas, como missões religiosas ou votar
23. Morto ou paralisado em essência
24. Rejeita a rotina, pois não há muita virtude nela
25. Constantemente esperando ordens divinas
26. Desdém pela educação organizada

## Origens
As raízes do transcendentalismo estão na filosofia transcendental, de Immanuel Kant, que os intelectuais ingleses adotaram como alternativa ao "sensorialismo" de Locke.
Os transcendentalistas desejavam dividir sua religião e filosofia em princípios transcendentais: princípios não baseados em experiências sensoriais, mas vindas do interior espiritual ou mental do ser humano. Kant chamou todo o conhecimento de transcendental, pois não se prende somente a objetos, e sim a camadas de nossas mentes." Os transcendentalistas eram muito ligados à filosofia alemã e às ideias de Thomas Carlyle, Samuel Taylor Coleridge, Victor Cousin, Germaine de Staël, entre outros autores.